# چن شیائودونگ
چن شیائودونگ (انگلیسی: Chen Xiaodong؛ زادهٔ ۱۱ ژانویهٔ ۱۹۸۸) شمشیرباز زن اهل چین است.
وی در مسابقات کشوری و بین‌المللی در مجموع برندهٔ ۱ مدال طلا شده‌است.